# Tristenspitz
Der Tristenspitz (auch Trist’n) liegt in der Reißeckgruppe und ist mit 2930 Metern der höchste Berg der Gemeinde Obervellach im Mölltal (Österreich).
Er bildet den östlichen Abschluss des Kaponigtales mit der Pfaffenberger Alm. Im Süden erstreckt sich die Zwenberger Hochalm, in deren Talschluss der Untere Zwenberger See (2229 m) liegt. Im Nordosten liegt der Gößgraben, ein Seitental des Maltatals.
Der Gipfel kann von der Gießener Hütte und vom Arthur-von-Schmid-Haus bestiegen werden. Beide Wege treffen am Kaponigtörl aufeinander und dauern etwa 3–5 Stunden. Alternativ dazu ist der Aufstieg von der südlich gelegenen Reißeckhütte möglich. Diese Tour benötigt aber etwa 4–6 Stunden Zeit. Östlich führt unterhalb des Gipfels ein Höhenweg namens Reißeckhöhenweg zwischen Kaponigtörl und Zwenberger Scharte vorbei.
Der Name leitet sich vom Wort Tristen oder Dristen ab, was einen konischen oder kegelförmigen Heuhaufen bezeichnet.